# Мамро, Себастьен

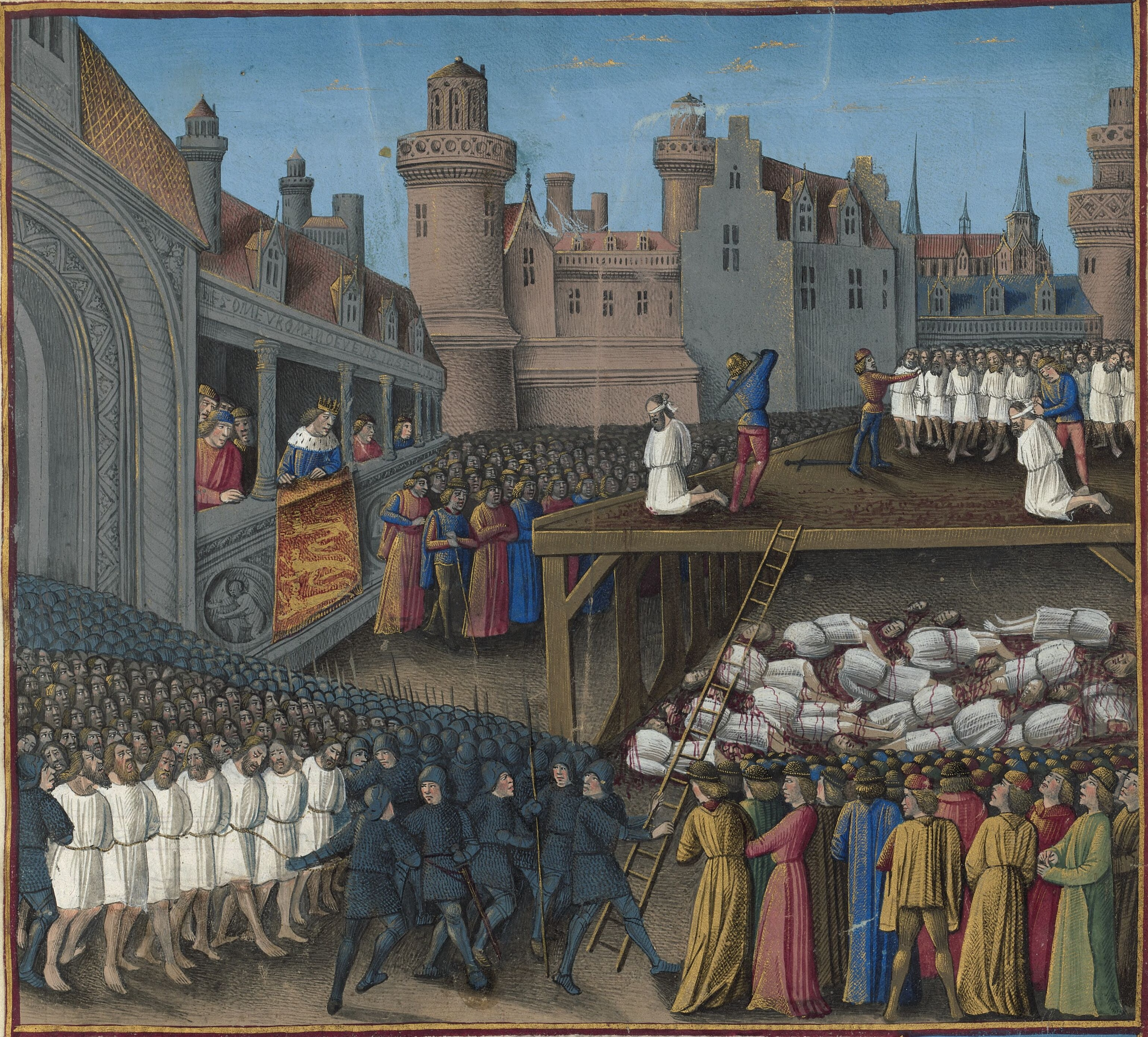
Избиение пленных мусульман Ричардом Львиное Сердце. Миниатюра Жана Коломба из книги Себастьена Мамро «Походы французов в Утремер» 1474 г.

Себастьен Мамро (фр. Sébastien Mamerot, лат. Sebastianus Mamertus; между 1418 и 1440 годами, Суассон — 1490) — французский священнослужитель, учёный, прозаик, переводчик.

## Биография
Служил духовником и секретарём Луи де Лаваля, губернатора Дофине (1448—1458), Шампани (1465—1472) и Турени (1483—1484), протеже и советника короля Людовика XI.
В 1460 году стал капелланом. С июля 1472 по август 1478 года — каноник и кантор в колледже Святого Стефана в Труа.
В 1472 году Луи де Лаваль попросил своего духовника и секретаря С. Мамро написать хронику Крестовых походов. Данный труд, получивший название «Походы французов в Утремер» (или «Заморские экспедиции французов против турок, сарацин и мавров»), представляет собой сборник различных историй, начиная с легендарного завоевания Иерусалима Карлом Великим и заканчивая битвой при Никополе в 1396 году и осадой Константинополя в 1394—1402 годах. Позднее в начало рукописи был добавлен ещё один текст — французский перевод письма, написанного султаном Баязетом II (около 1447—1512 гг.) королю Карлу VIII (1470—1498) и отправленного из Константинополя 4 июля 1488 года.
В 1488 году на основе собственных впечатлений от путешествия в Сирию составил «Краткое описание земли обетованной» (фр. Compendieuse Description de la Terre de Promision). 
Пребывая на службе у Луи де Лаваля, написал и перевёл множество работ от его имени.

## Избранные труды

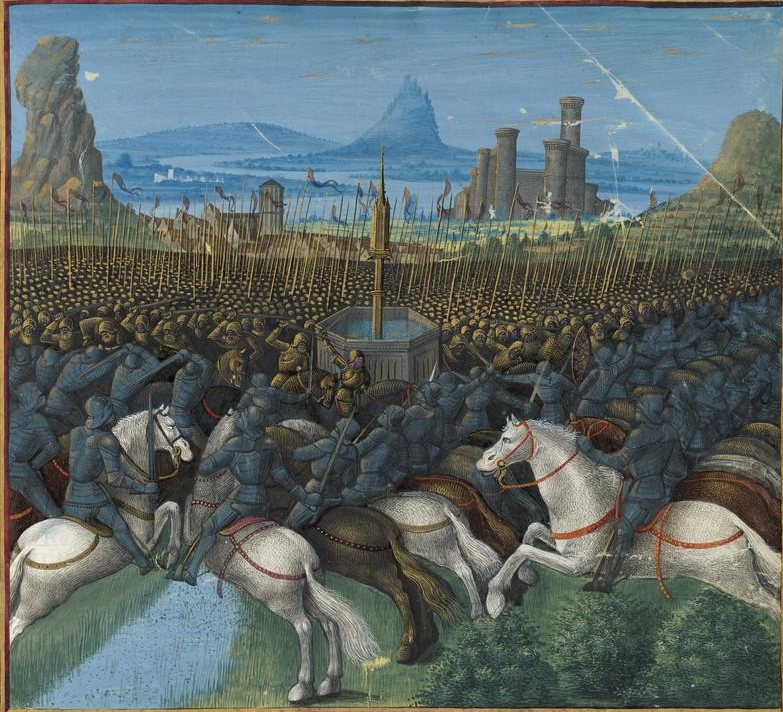
Жан Коломб. Битва при Кафр-Кана (1187). Миниатюра из сочинения Себастьена Мамро «Походы французов в Утремер» (1474).

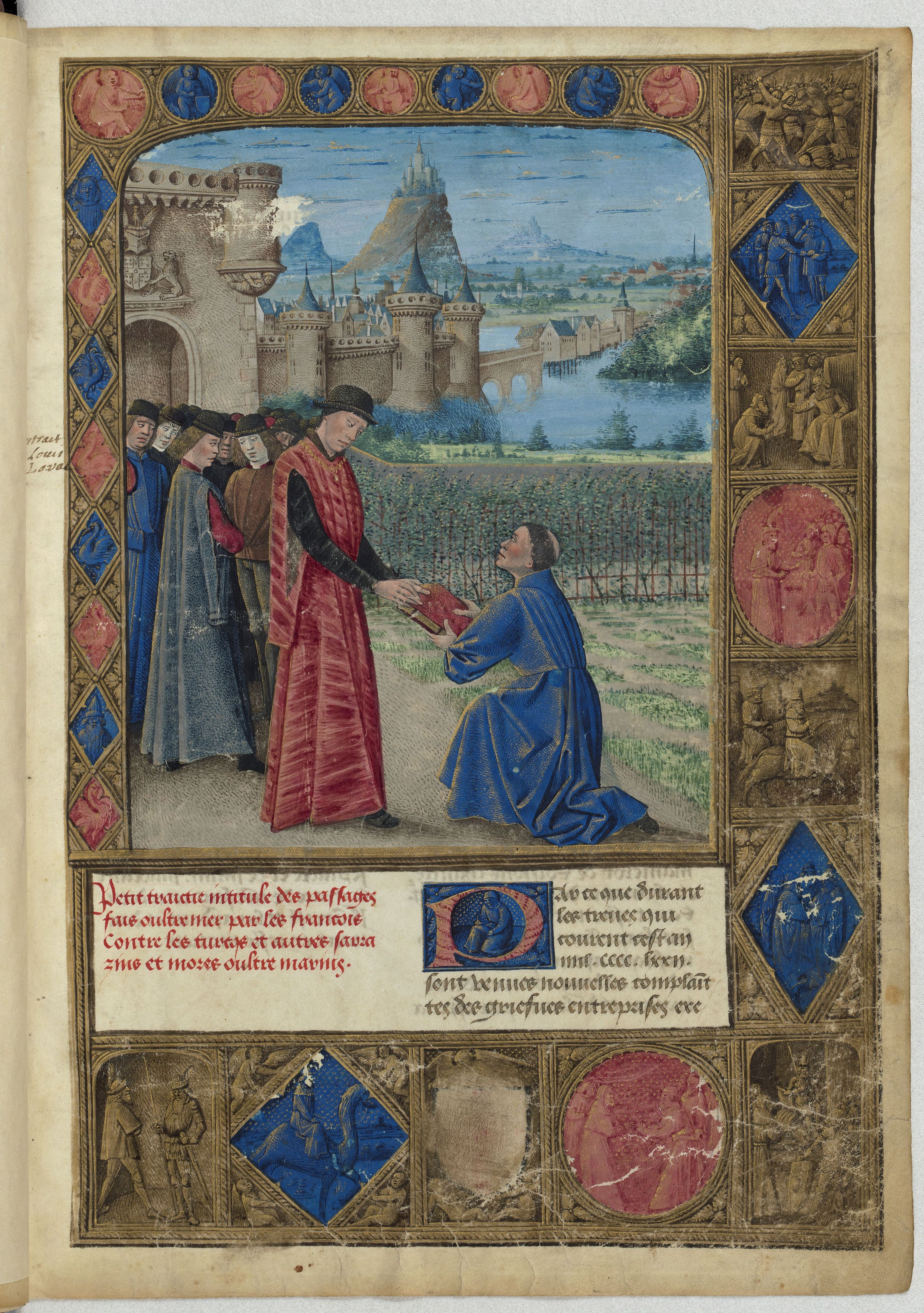
Жан Коломб и Луи де Лаваль. Миниатюра из сочинения Себастьена Мамро «Походы французов в Утремер» (1474).

- «Cronicques martiniennes» («Мартинианские хроники»), переложение хроники Мартина Поляка (1458). Рукопись хранится в библиотеке Французского института под шифром MS 4933.
- «Romuleon», перевод на французский язык одноименной работы Р. Бенвенуто да Имола (1361—1364), сборник рассказов об истории Рима (1466)[6].
- «Passages faiz oultre mer par les François contre les Turcqs et autres Sarrazins et Mores oultre marins» («Заморские походы французов против турок, сарацинов и мавров», известна также как «Походы французов в Утремер» (фр. Passages doutremer). Иллюстрированная рукопись из Национальной библиотеки Франции (MS 5594), переписанная около 1474—1475 гг., содержит 66 миниатюр, выполненных, скорее всего, художником-иллюстратором из Буржа Жаном Коломбом (творческая деятельность около 1463—1498 гг.)[7].
- Histoire des Neuf Preus et des Neuf Preues (начата в начале 1460 года).
- «Compendieuse Description de la Terre de Promision» («Краткое описание земли обетованной»), написано по итогам паломничества автора в Святую землю (1488)[5].